# Шурбин, Иван Ильич
Иван Ильич Шурбин (23 января 1927, Новичихинский район, Алтайский край — 10 августа 2017, Новосибирск) — слесарь-сборщик Новосибирского завода «Тяжстанкогидропресс», Герой Социалистического Труда (1966), депутат Верховного Совета СССР 8-го созыва, почётный житель Новосибирска (1983).

## Биография
Родился 23 января 1927 года в селе Мельниково ныне Новичихинского района Алтайского края в крестьянской семье. Русский. 
С ранних лет был приучен к сельскому труду. В 1941 году, окончив семилетнюю школу, стал работать в колхозе весовщиком, грузил мешки на весы и обратно на подводы. Затем работал молотобойцем в кузнице родного села. 
В 1944 году призван в армию, участник Великой Отечественной войны, воевал на Дальнем Востоке против Японии, служил в 71 роте связи Военно-воздушных сил Тихоокеанского флота связистом в истребительном авиационном полку. По окончании войны три с половиной года служил в советских войсках в Северной Корее, а всего в армии прослужил семь лет.
С 1952 года работал слесарем-сборщиком в Новосибирске на заводе «Тяжстанкогидропресс». Со временем стал бригадиром, руководил одной из лучших бригад слесарей-сборщиков. Воспитал несколько поколений профессионалов, не только в Новосибирске, но и в других городах и странах, куда направлялся в командировки.
Указом Президиума Верховного Совета СССР от 8 августа 1966 года за выдающиеся успехи, достигнутые в выполнении заданий семилетнего плана по развитию машиностроения, Шурбину Ивану Ильичу присвоено звание Героя Социалистического Труда с вручением ордена Ленина и золотой медали «Серп и Молот».
В последующие годы, помимо основной работы, вёл активную общественную деятельность, был депутатом и членом исполкома Новосибирского городского Совета, депутатом Верховного Совета СССР 8-го созыва (1970—1974), депутатом Кировского районного Совета г. Новосибирска. Участник Парадов Победы 1990 и 2000 годов на Красной площади в Москве. В 1983 году ему был присвоено звание почётного жителя города Новосибирска.
На заводе «Тяжстанкогидропресс» проработал в течение 25 лет, затем перешёл на работу в испытательную лабораторию по гидропрессам. С 1983 года до ухода на пенсию работал мастером-наставником в подшефном заводу ПТУ № 17. Имел пять рационализаторских предложений.
Скончался 10 августа 2017 года в Новосибирске на 91-м году жизни. Похоронен на Клещихинском кладбище.

## Семья
Родители Илья Акимович (1887—1944) и Александра Ивановна (1887—1933). Супруга Мария Никифоровна (1928—2008), сыновья Анатолий и Виктор.

## Награды
- Герой Социалистического Труда (08.08.1966)
- Орден Ленина (08.08.1966)
- Медаль «Серп и Молот» (08.08.1966)
- Орден Отечественной войны I степени (21.02.1987)[4]
- Медаль «За победу над Японией»
- Медаль КНДР «За освобождение Северной Кореи»
- Памятный знак «За труд на благо города» (Новосибирск, 2013)[5]
- Почётный житель Новосибирска (15.06.1983)[6]
- Заслуженный работник профтехобразования.

## Память
- На могиле установлен надгробный памятник.
- Его имя увековечено в Главном Храме Вооружённых сил России, и навсегда запечатлено на мемориале «Дорога памяти»